# キバナノコマノツメ
キバナノコマノツメ（黄花の駒の爪、学名：Viola biflora L.）は、スミレ科スミレ属の多年生植物。和名にスミレが付かない、数少ないスミレの種である。和名の由来は、黄色の花で葉の形状が馬の蹄（駒の爪）に似ていることから。

## 概要
北極を中心とする環状に分布、北半球冷温帯の広範囲に広がる。日本国内では、北海道、本州の中部以北、四国山地、屋久島の亜高山帯から高山帯の湿った草地や沢沿いの林縁などに生育する。高さは5-20 cm程、高山帯では10 cm程のものが多い。花期は6-8月。直径1.5-2 cmの花弁は黄色の花を一つ付ける。唇弁は大きく褐紫色の筋が入り、上弁と側弁がそり返る。花柱はY字形で無毛。葉は2-4 cmの腎円形ないし腎心形で、柔らかく短毛があり光沢が無い。縁は波状の鋸葉である。基準標本はヨーロッパの高山のもの。

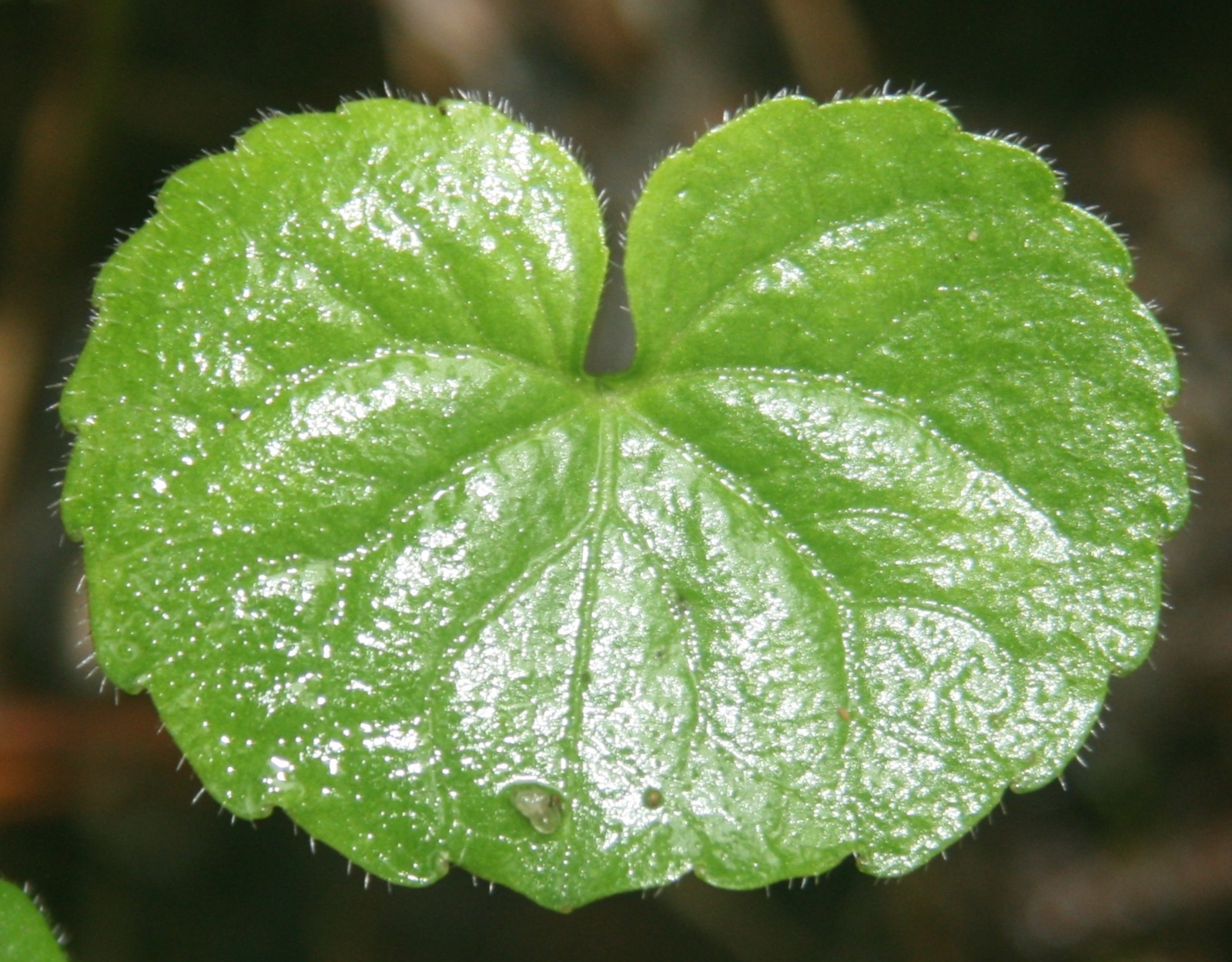
葉
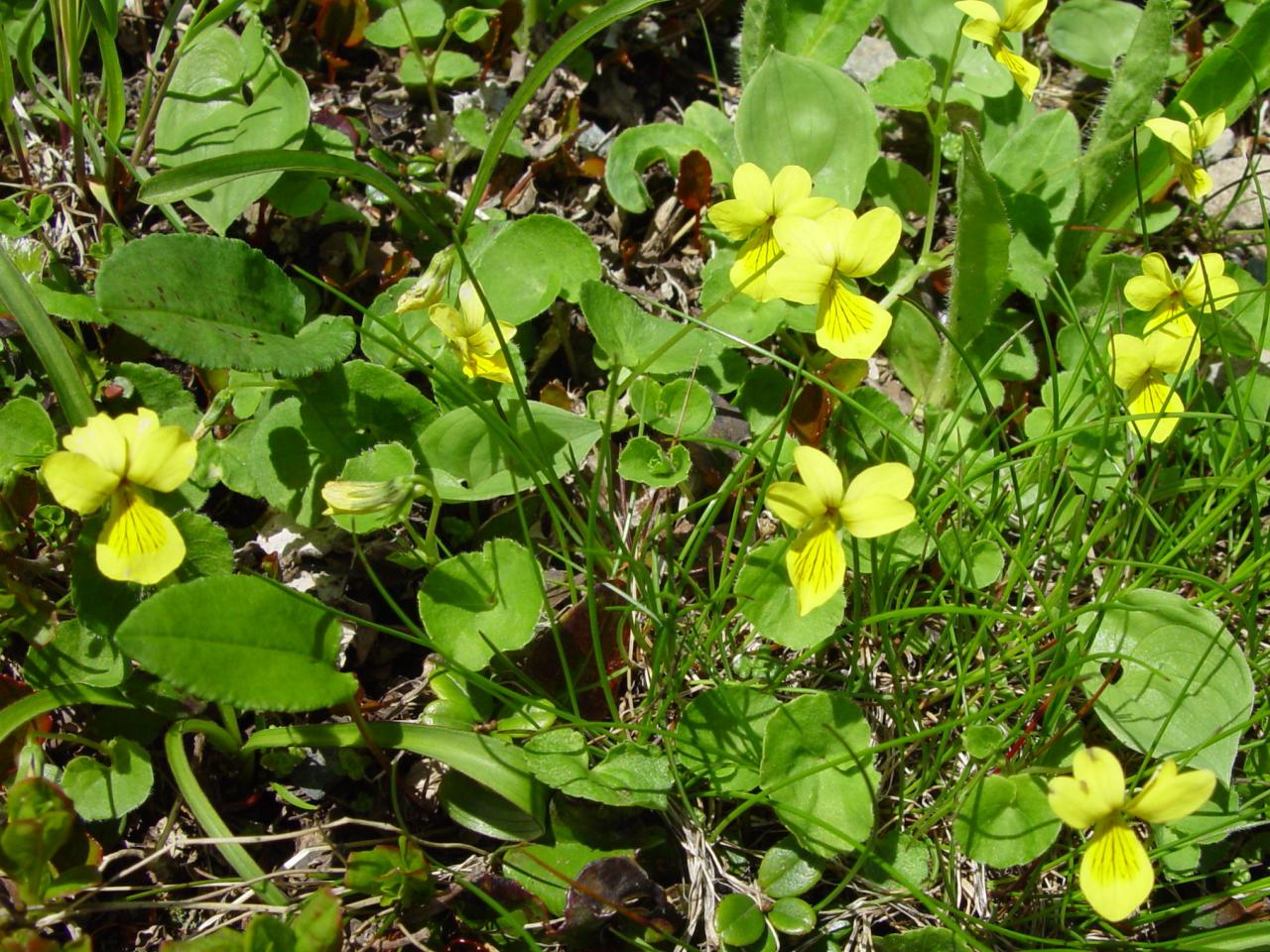
南アルプス小河内岳の群落

## 近縁種
以下の変種が知られている。
- ジョウエツキバナノコマノツメ（上越黄花の駒の爪 Viola biflora var. subpubescens）、至仏山、谷川岳など
- アカイシキバナノコマノツメ（赤石黄花の駒の爪 V. b. var. akaishiensis）、南アルプス、長野県でレッドリストの絶滅危惧ⅠB類(EN)に指定されている[2]。

以下の近縁種がある。砂礫地にも進出して、タカネスミレなどと紛らわしいものもある。
- タカネスミレ Viola crassa：東北地方の高山
- クモマスミレ V. c. ssp. alpicola：北アルプス・中央アルプス
- オオバキスミレ V. brevistipulata：本州の近畿以北、山地帯から亜高山帯

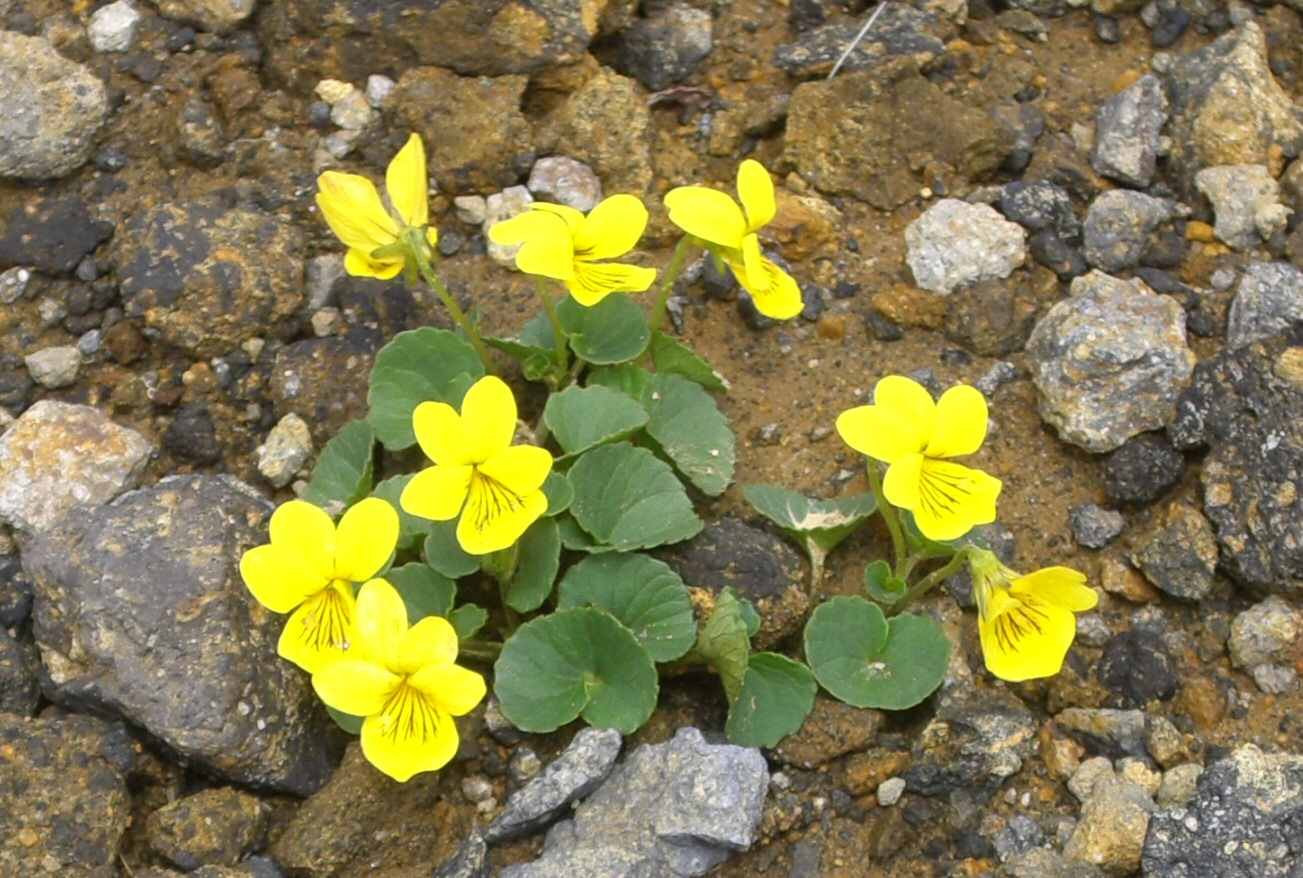
タカネスミレ
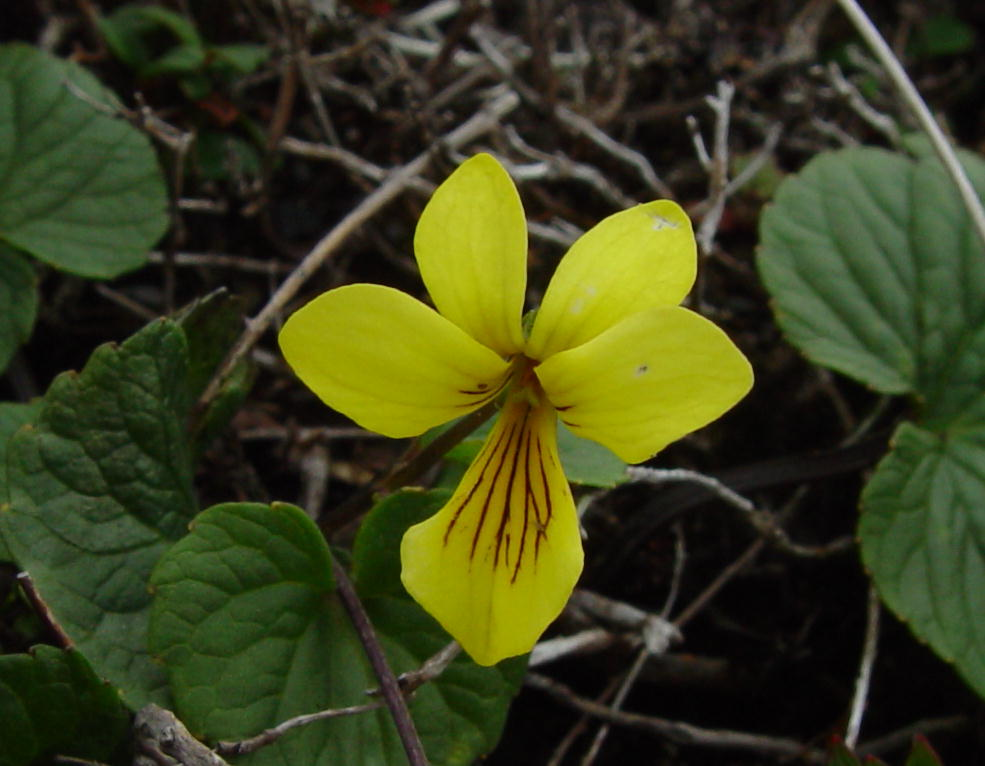
クモマスミレ
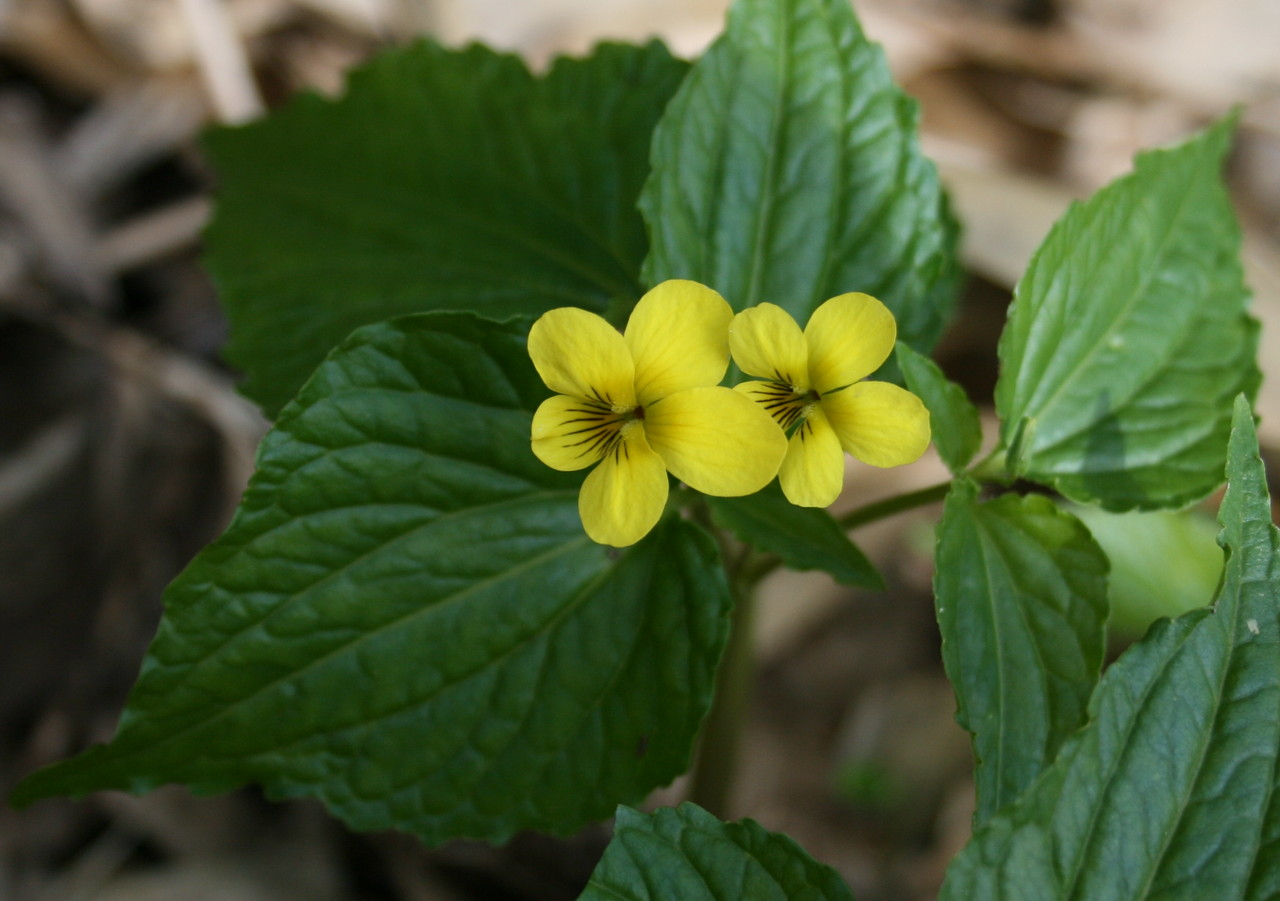
オオバキスミレ